# Гойко Пієтлович
Гойко Пієтлович  (серб. Гојко Пијетловић, 7 серпня 1983) — сербський ватерполіст, воротар збірної Сербії, олімпійський чемпіон та медаліст, дворазовий чемпіон світу, дворазовий чемпіон Європи.
Його брат Душко Пієтлович теж грає у водне поло за збірну Сербії.

## Виступи на Олімпіадах
| Олімпіада           | Дисципліна | Місце |
| ------------------- | ---------- | ----- |
| Лондон 2012         | водне поло | 3     |
| Ріо-де-Жанейро 2016 | водне поло | 1     |

## Зовнішні посилання
- Гойко Пієтлович — олімпійська статистика на сайті Sports-Reference.com (англ.) (архівна версія)